# Stanisław Czepita
Stanisław Jan Czepita (ur. 18 września 1954 w Poznaniu, zm. 26 listopada 2018 w Szczecinie) – polski prawnik, doktor habilitowany nauk prawnych, nauczyciel akademicki Wydziału Prawa i Administracji Uniwersytetu im. Adama Mickiewicza w Poznaniu, profesor nadzwyczajny i kierownik Katedry Teorii i Filozofii Prawa na Wydziale Prawa i Administracji Uniwersytetu Szczecińskiego.

## Kariera naukowa
Syn Pawła i Danieli. Większość dzieciństwa spędził w Szczecinie, gdzie ukończył szkołę podstawową, a następnie VI Liceum Ogólnokształcące im. Stefana Czarnieckiego. W latach 1972–1976 studiował na Wydziale Prawa i Administracji Uniwersytetu im. Adama Mickiewicza w Poznaniu. Studia te ukończył z wyróżnieniem, zaś od 1978 roku do 1991 pracował jako nauczyciel akademicki na tymże wydziale (na stanowiskach od asystenta do adiunkta) w Zakładzie Prawniczych Zastosowań Logiki, a po reorganizacji w jednostkach organizacyjnych tego wydziału w Katedrze Teorii Państwa i Prawa. W 1985 roku uzyskał tam również stopień doktora na podstawie rozprawy doktorskiej przygotowanej pod kierunkiem prof. zw. dr hab. Zygmunta Ziembińskiego pt. Koncepcje Czesława Znamierowskiego na tle współczesnej mu filozofii i teorii prawa. Rok później rozprawa ta otrzymała wyróżnienie w konkursie Państwa i Prawa na najlepszą pracę doktorską i habilitacyjną. W 1989 roku za monografię pt. Koncepcje teoretycznoprawne Czesława Znamierowskiego otrzymał nagrodę indywidualną III stopnia Ministra Edukacji Narodowej.
W tym samym roku w ramach Oxford Colleges Hospitality Scheme przebywał przez kilka miesięcy na stypendium naukowym w Wielkiej Brytanii: w Oksfordzie (Pembroke College) i Londynie (Westfield College). W 1990 roku odbył w Lejdzie (Holandia) kurs prawa amerykańskiego organizowany przez Columbia University.
Od października 1991 roku pracował na Wydziale Prawa i Administracji Uniwersytetu Szczecińskiego: najpierw na stanowisku adiunkta, a od maja 1997 roku na stanowisku profesora nadzwyczajnego. W 1996 roku otrzymał stopień doktora habilitowanego nauk prawnych na podstawie rozprawy Reguły konstytutywne a zagadnienia prawoznawstwa, a dwa lata później odebrał za tę rozprawę Nagrodę im. Leona Petrażyckego przyznawaną przez Wydział I Nauk Społecznych Polskiej Akademii Nauk.
Pełnił następujące funkcje na Uniwersytecie Szczecińskim:
- prodziekan ds. studiów zaocznych WPiA (1993–1998)
- prorektor ds. Organizacji i Rozwoju (1999–2001)
- dziekan WPiA (2005–2008)
- kierownik Katedry Teorii i Filozofii Prawa WPiA (1997–2018)

Zmarł 26 listopada 2018 w Szczecinie.